# Latridius peacockae
Latridius peacockae es una especie de coleóptero de la familia Latridiidae.

## Distribución geográfica
Habita en Kashmir (India).